# 바이블 벨트

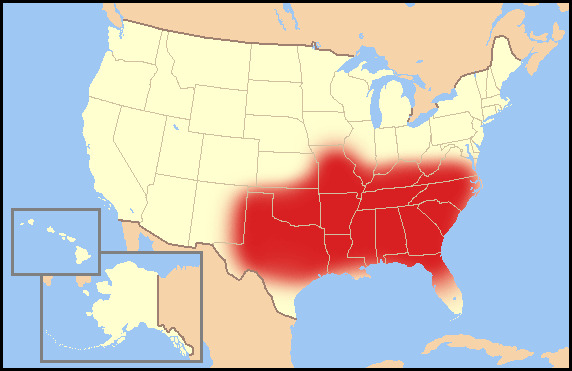
바이블 벨트

바이블 벨트(Bible Belt) 또는 성서 지대는 미국 중남부에서 동남부에 여러 주에 걸쳐 있는 지역으로 개신교의 영향이 큰 지역을 의미한다. 일반적 개신교회 뿐만 아니라 기독교 근본주의, 신복음주의의 영향이 큰 종교적 지역이다. 사회적으로 보수적인 편이며 과거 진화론을 가르치는 것을 법률에 의해 금지했던 주가 있었으며, 미국 내에서 동성애 반대론이 강한 지역이다. 기독교와 성경을 둘러싼 논쟁이 끊이지 않는 지역이다.

## 같이 보기
- 거듭남
- 기독교 근본주의
- 기독교 우파
- 디프사우스
- 대각성 (운동)
- 러스트 벨트
- 남침례회